# Chagrin Valley
Chagrin Valley ist ein Dokumentarfilm von Nathalie Berger über ein Altenheim für demenzkranke Menschen am Stadtrand von Cleveland, das ähnlich wie ein Demenzdorf konzipiert ist. Der Film zeigt, wie die Bewohner durch die Gestaltung und Einrichtung an die USA der 1950er Jahre erinnert werden. Es entstehen kollektive Fiktionen von einer besseren Zukunft. Hinter dieser Fassade wird die prekäre Lage der Bewohner und der Pflegenden sichtbar.
Am Dokumentarfilmfestival Visions du Réel 2023 in Nyon gewann der Film den ersten Preis im nationalen Wettbewerb. Der Film wurde mit dem Schweizer Filmpreis 2024 in der Kategorie Bester Abschlussfilm ausgezeichnet. Beim DOK.fest-München wurde er für den Student Award nominiert.